# Đặng Bích Hà
Đặng Bích Hà (4 tháng 4, 1928 - 17 tháng 9, 2024) là một nhà sử học người Việt Nam. Bà là phu nhân của cố Đại tướng Võ Nguyên Giáp. Bà được Nhà nước tặng thưởng Huân chương Chiến thắng hạng ba, Huân chương Kháng chiến hạng nhì, và nhiều phần thưởng cao quý khác.

## Đầu đời
Đặng Bích Hà sinh ngày 22 tháng 6 năm 1928 tại Thanh Chương, Nghệ An. Bà là con trưởng trong gia đình có 6 người con. Cha bà là Giáo sư Đặng Thai Mai, mẹ bà là Hồ Thị Toan. Lên 6 tuổi, bà Hà cùng với cha mẹ chuyển hẳn ra Hà Nội sinh sống.

## Học vấn
Năm 1946, bà tốt nghiệp Tú tài Triết học trường Lycée Albert Sarraut và gia đình đã dự định cho bà đi du học Pháp nhưng sau đó phải hủy.

## Qua đời
Bà qua đời vào lúc 0h50p, ngày 17 tháng 9 năm 2024, hưởng thọ 96 tuổi. Nơi an nghỉ cuối cùng của bà nằm ở Vũng Chùa - Đảo Yến, cạnh mộ Đại tướng Võ Nguyên Giáp 

## Gia đình
Bà kết hôn với Đại tướng Võ Nguyên Giáp vào năm 1946, hai năm sau khi bà Nguyễn Thị Quang Thái - người vợ đầu của Đại tướng Võ Nguyên Giáp - qua đời. Bà và Tướng Giáp có với nhau 4 người con:
- Võ Hòa Bình (sinh năm 1951), con gái
- Võ Hạnh Phúc (sinh năm 1952), con gái, vợ đầu tiên của Trương Gia Bình
- Võ Điện Biên (sinh năm 1954), con trai
- Võ Hồng Nam (sinh năm 1956), con trai

Trước khi kết hôn với Võ Nguyên Giáp, bà đã đính hôn với Tôn Gia Ngân, con trai của Tôn Quang Phiệt.